# Thomas Boonen
Pour les articles homonymes, voir Boonen.
 (mai 2024).
La mise en forme du texte ne suit pas les recommandations de Wikipédia : il faut le « wikifier ».
Les points d'amélioration suivants sont les cas les plus fréquents :
- Les titres sont pré-formatés par le logiciel. Ils ne sont ni en capitales, ni en gras.
- Le texte ne doit pas être écrit en capitales (les noms de famille non plus), ni en gras, ni en italique, ni en « petit »…
- Le gras n'est utilisé que pour surligner le titre de l'article dans l'introduction, une seule fois.
- L'italique est rarement utilisé : mots en langue étrangère, titres d'œuvres, noms de bateaux, etc.
- Les citations ne sont pas en italique mais en corps de texte normal. Elles sont entourées par des guillemets français : « et ».
- Les listes à puces sont à éviter, des paragraphes rédigés étant largement préférés. Les tableaux sont à réserver à la présentation de données structurées (résultats, etc.).
- Les appels de note de bas de page (petits chiffres en exposant, introduits par l'outil «  Source ») sont à placer entre la fin de phrase et le point final[comme ça].
- Les liens internes (vers d'autres articles de Wikipédia) sont à choisir avec parcimonie. Créez des liens vers des articles approfondissant le sujet. Les termes génériques sans rapport avec le sujet sont à éviter, ainsi que les répétitions de liens vers un même terme.
- Les liens externes sont à placer uniquement dans une section « Liens externes », à la fin de l'article. Ces liens sont à choisir avec parcimonie suivant les règles définies. Si un lien sert de source à l'article, son insertion dans le texte est à faire par les notes de bas de page.
- La présentation des références doit suivre les conventions bibliographiques. Il est recommandé d'utiliser les modèles {{Ouvrage}}, {{Chapitre}}, {{Article}}, {{Lien web}} et/ou {{Bibliographie}}. Le mode d'édition visuel peut mettre en forme automatiquement les références.
- Insérer une infobox (cadre d'informations à droite) n'est pas obligatoire pour parachever la mise en page.

Pour une aide détaillée, merci de consulter Aide:Wikification.
Si vous pensez que ces points ont été résolus, vous pouvez retirer ce bandeau et améliorer la mise en forme d'un autre article.
Thomas Boonen est un acteur québécois né le 2 juillet 2003. Il est surtout connu pour son rôle de Keven dans la série L’Échappée à TVA . Il s’implique de plus en plus dans le milieu cinématographique et télévisuel. La web série 20h30 chez Mathieu dans laquelle il interprète le rôle de Mathieu, voyagera à l’international et sera en nomination dans 8 catégories au Rio Webfest  ainsi que dans la catégorie « Best Ensemble International Narrative Web Series » au NZ Webfest , en Nouvelle-Zélande.

## Filmographie

### Télévision
- 2021: La Petite Mairesse : Arnaud
- 2021 : Toute la vie: Clément[4]
- 2022: Stat: Mathias
- 2022: 20h30 chez Mathieu: Mathieu
- 2022: Gala Mammouth: Artiste invité
- 2021-23: L'Échappée: Keven[5]
- 2023: FEM : Carl
- 2023: Les Cavaliers: Jolan[6]
- 2023: Nuit Blanche Saison 2: Jeune Marco[7]

### Cinéma
- 2019: La Déesse des mouches à feu: Arnaud
- 2023: Bonne Fête Charlie: Charlie